# Dominique-Laurent de Balbe de Berton de Crillon
Dominique-Laurent de Balbe de Berton de Crillon (* auf Schloss Crillon in Bédoin; † 28. Oktober 1747 in Glandèves, heute Entrevaux) war von 1721 bis 1747 Bischof von Glandèves in Frankreich.

## Leben
Dominique-Laurent de Berton-Crillon wurde als Sohn des Marquis de Crillon, Philippe-Marie de Berton, auf dem Schloss Crillon in Bédoin geboren, das seit dem 16. Jahrhundert im Besitz der Familie war. 1725 wurde die Herrschaft Crillon zum Herzogtum erhoben. Dominiques Bruder Jean-Louis war Erzbischof von Toulouse und Narbonne, sein Onkel François starb 1720 als Erzbischof von Vienne. Der Onkel kümmerte sich auch um die Ausbildung der Neffen.
Am 8. Januar 1721 vom König zum Bischof von Glandèves ernannt, wurde Crillon am 16. Juli im Konsistorium präkonisiert und am 20. Januar 1724 geweiht. Er spielte eine wichtige Rolle bei der Verurteilung des jansenistischen Bischofs von Senez, Jean Soanen, durch die Provinzialsynode in Embrun 1727 und assistierte am 21. September dem Erzbischof von Embrun, Mgr. Tencin, bei der Weihe des Bischofs von Nizza, Raimond Recrosio. Im Juni 1740 als Deputierter zur Generalversammlung des französischen Klerus entsandt, wurde er dort zu einem der Präsidenten gewählt. Er starb am 28. Oktober 1747 in seinem Bischofspalais, in fortgeschrittenem Alter.